# Syromalabarski Kościół katolicki

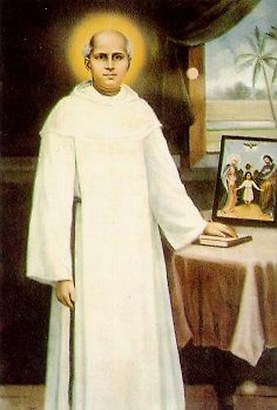
Cyriak Eliasz Chavara, święty Kościoła syromalabarskiego

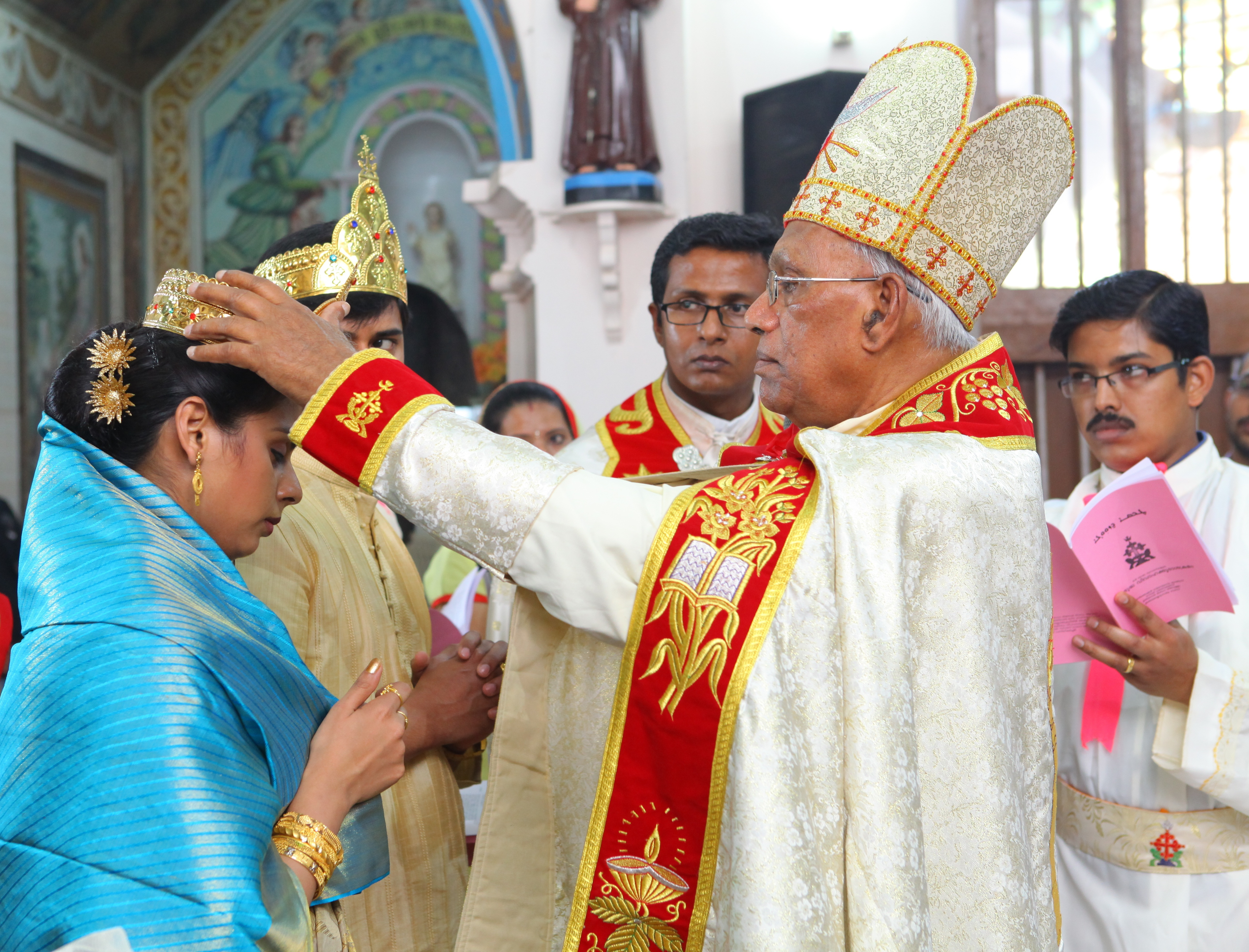
Ceremonia koronacji podczas ślubu w rycie syromalabarskim

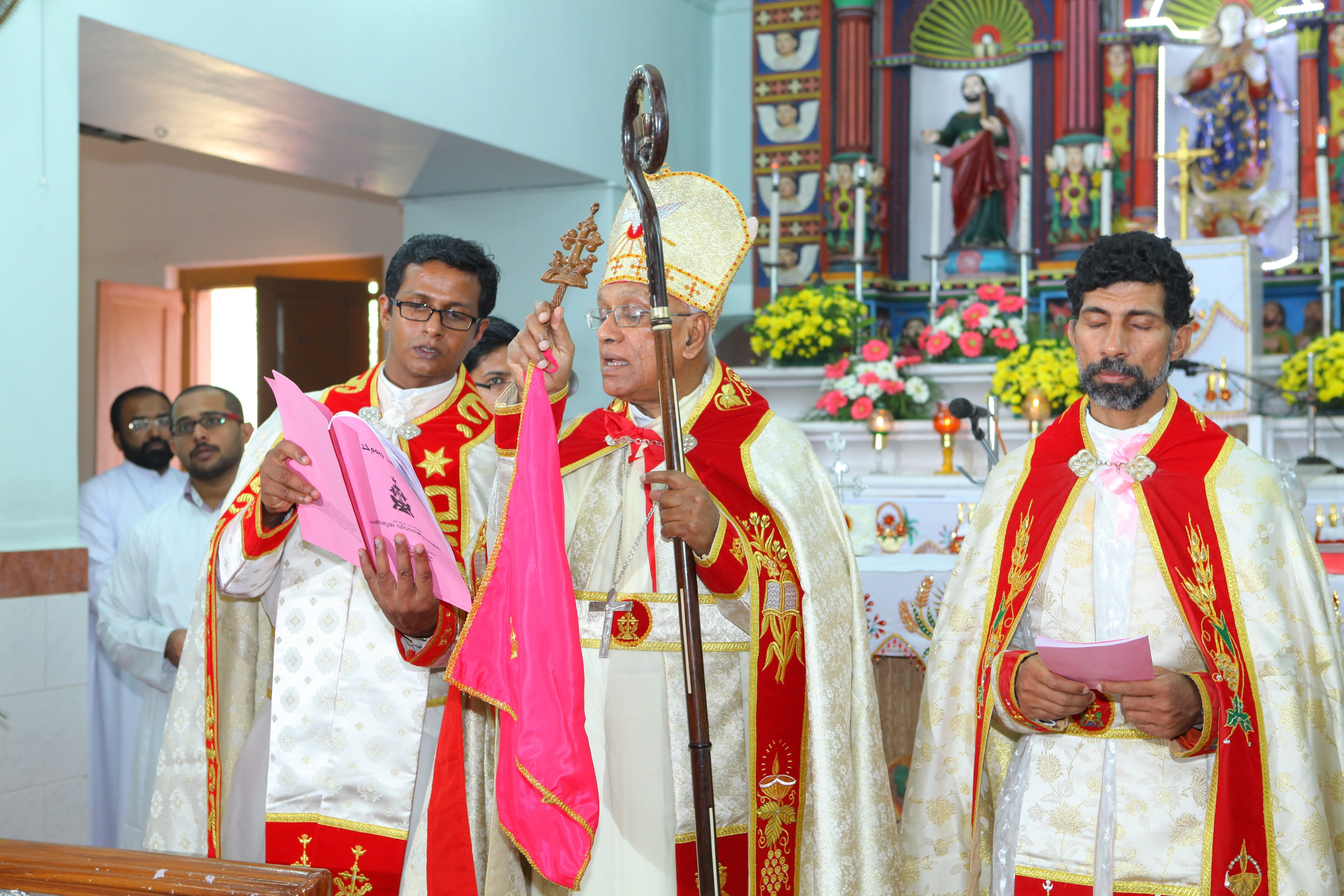
Błogosławieństwo podczas mszy w rycie syromalabarskim

Syromalabarski Kościół katolicki (mal. സിറോ മലബാർ സഭ) – katolicki Kościół wschodni, sięgający początkami misji św. Tomasza  Apostoła, który działał na terenie Indii w I wieku po Chrystusie. Należy do wschodniosyryjskiej tradycji liturgicznej. Liczy około 4,3 mln wiernych, mieszkających w Indiach, głównie na terenie stanu Kerala (starożytny Malabar), a także w mniejszym stopniu w diasporze. Od 1992 roku posiada status Kościoła arcybiskupiego większego. Jest największym Kościołem z grupy tzw. chrześcijan św. Tomasza.

## Historia
Kościół syromalabarski wywodzi się z grupy chrześcijan św. Tomasza, których Portugalczycy spotkali na wybrzeżu Malabaru w 1498 roku. Byli oni w kontakcie wyłącznie z przedstawicielami perskiego Kościoła Wschodu. W związku z tym od VI do XVI wieku stanowili wspólnotę uznającą jurysdykcję biskupów doktryny wyznaczonej przed Soborem Efeskim i duchowe zwierzchnictwo katolikosa-patriarchy Seleucji-Ktezyfonu. Portugalczycy, którzy nie uznali tradycji malabarskich, wprowadzili tradycje łacińskie, podporządkowując tamtejszych chrześcijan łacińskiemu arcybiskupowi Goa – Aleksemu Menezesowi.
W 1599 roku podczas synodu w Diamper, zwołanego przez Menezesa, odwołano szereg tradycji malabarskich, wprowadzając elementy łacińskie tak w liturgii jak i dyscyplinie kościelnej. W wyniku tych zmian, doszło do licznych protestów ze strony wyznawców Kościoła syromalabarskiego, doprowadziło to do zerwania jedności z Rzymem w 1653 roku, czego konsekwencją było utworzenia Malankarskiego Kościoła Ortodoksyjnego. W roku 1930 z Malankarskiego Kościoła Ortodoksyjnego wyłonił się katolicki Kościół syromalankarski.
Sytuację załagodzili karmelici, wysłani tam przez papieża Aleksandra VII w roku 1656. Unia została częściowo przywrócona w roku 1662, a karmelici pozostawali kolejnymi biskupami w Kościele syromalabarskim do roku 1896, kiedy to Rzym utworzył tam trzy wikariaty apostolskie – w Triczur, Ernakulam i Czanganaczeri.
W 1923 roku Pius XI dokonał reorganizacji administracyjnej tworząc prowincję kościelną z siedzibą w Ernakulam. Po Soborze Watykańskim II powstały egzarchaty o charakterze misyjnym, przekształcone następnie w diecezje.
Liturgia Kościoła syromalabarskiego wywodzi się z tradycji chaldejskiej. Językiem liturgicznym jest język malajalam. Niektóre modlitwy i aklamacje zachowano w języku syriackim. Poza Malabarem w użyciu jest też hindi.

## Organizacja
Eparchie na terenie Indii:
- metropolia Changanacherry
  - archieparchia Changanacherry
  - eparchia Kanjirapally
  - eparchia Palai
  - eparchia Thuckalay
- metropolia Ernakulam-Angamaly
  - archieparchia Ernakulam-Angamaly
  - eparchia Idukki
  - eparchia Kothamangalam
- metropolia Kottayam
  - archieparchia Kottayam
- metropolia Tellicherry
  - archieparchia Tellicherry
  - eparchia Belthangady
  - eparchia Bhadravathi
  - eparchia Mananthavady
  - eparchia Mandya
  - eparchia Thamarasserry
- metropolia Trichur
  - archieparchia Trichur
  - eparchia Irinjalakuda
  - eparchia Palghat
  - eparchia Ramanathapuram

Eparchie podległe metropoliom łacińskim w Indiach:
- metropolii Agra
  - eparchia Bijnor
  - eparchia Gorakhpur
- metropolii Bhopal
  - eparchia Sagar
  - eparchia Satna
  - eparchia Ujjain
- metropolii bombajskiej
  - eparchia Kalyan
- metropolii Gandhinagar
  - eparchia Rajkot
- metropolii Hajdarabad
  - eparchia Adilabad
- metropolii Nagpur
  - eparchia Chanda
- metropolii Raipur
  - eparchia Jagdalpur
- podległe Stolicy Apostolskiej
  - eparchia Faridabad
  - eparchia Hosur
  - eparchia Shamshabad

Egzarchat i eparchie zagraniczne:
- eparchia św. Tomasza Apostoła w Melbourne (Australia)
- eparchia Mississaugi (Kanada)
- eparchia Wielkiej Brytanii
- eparchia św. Tomasza Apostoła w Chicago (USA)

## Zwierzchnicy Kościoła
Głową Kościoła syromalabarskiego jest arcybiskup większy Ernakulam-Angamaly. Kolejno na czele Kościoła stali:
- Aloysius Pareparambil (11 sierpnia 1896 – 9 grudnia 1919) – wikariusz apostolski Ernakulam
- Augustine Kandathil (9 grudnia 1919 – 10 stycznia 1956) – wikariusz apostolski Ernakulam, następnie od 21 grudnia 1923 arcybiskup Ernakulam
- kard. Joseph Parecattil (20 lipca 1956 – 30 stycznia 1984) – arcybiskup Ernakulam
  - Sebastian Mankuzhikary(inne języki) (1984 – 1985) – jako administrator apostolski, biskup pomocniczy Ernakulam
- kard. Antony Padiyara (23 kwietnia 1985 – 11 listopada 1996) – arcybiskup Ernakulam, od 1992 podniesiony do rangi arcybiskupa większego Ernakulam-Angamaly
  - kard. Varkey Vithayathil CSsR (19 kwietnia 1997 – 23 grudnia 1999) – jako administrator apostolski, następnie arcybiskup większy Ernakulam-Angamaly
- kard. Varkey Vithayathil CSsR (23 grudnia 1999 – 1 kwietnia 2011) – arcybiskup większy Ernakulam-Angamaly
- kard. George Alencherry (24 maja 2011 – 7 grudnia 2023) – arcybiskup większy Ernakulam-Angamaly
  - Sebastian Vaniyapurackal (2023–2024) – jako administrator apostolski, biskup kurialny Ernakulam-Angamaly
- Raphael Thattil (od 9 stycznia 2024) – arcybiskup większy Ernakulam-Angamaly